# Xcalak
Xcalak is een badplaats in de Mexicaanse deelstaat Quintana Roo. Xcalak heeft 252 inwoners (census 2005) en is gelegen in de gemeente Othón P. Blanco.
In de precolumbiaanse periode bevond zich in Xcalak al een Mayanederzetting. De huidige plaats werd in 1900 gesticht als marinebasis, nabij Xcalak werd het Zaragozakanaal gegraven die het mogelijk maakt van de baai van Chetumal tot de Caraïbische Zee Zee te varen zonder de territoriale wateren van Belize aan te doen. Xcalak was een van de grootste plaatsen van Quintana Roo tot het in 1955 volledig van de kaart werd geveegd door Orkaan Janet. Tegenwoordig is de plaats vooral afhankelijk van het toerisme, hoewel het in tegenstelling tot de meeste andere badplaatsen aan de Caraïbische Zee kust van Mexico nog niet erg is aangetast door het massatoerisme.